# Агафоново (Сокольський район)
Агафоново — село в Сокальському районі Вологодської області. 
Входить до складу Чучковського сільського поселення, з точки зору адміністративно-територіального поділу — у Чучковській сільраді. 
Відстань по автодорозі до районного центру Сокола — 70 км, до центру муніципального утворення Чучково — 13 км. Найближчі населені пункти — Боярське, Прудовка, Яковково, Кувшиново. 
За переписом 2002 року населення  — 3 особи.